# Boca del Asadero
Boca del Asadero är en ort i Mexiko.   Den ligger i kommunen San Blas och delstaten Nayarit, i den centrala delen av landet, 700 km väster om huvudstaden Mexico City. Boca del Asadero ligger 6 meter över havet och antalet invånare är 147.
Terrängen runt Boca del Asadero är mycket platt. Havet är nära Boca del Asadero åt sydväst.  Närmaste större samhälle är San Blas, 18,2 km sydost om Boca del Asadero. 